# ГЕС Трес-Мар'яс
ГЕС Трес-Мар’яс (також відома як Bernardo Mascarenhas) – гідроелектростанція на сході Бразилії у штаті Мінас-Жерайс. Знаходячись між малою ГЕС Gafanhoto  (вище по течії, 13 МВт) та ГЕС Собрадіньо, входить до складу каскаду на четвертій за довжиною у Південній Америці річці Сан-Франсиску (тече на північний схід паралельно узбережжю перед тим як завернути та прорватись через гірський хребет до Атлантичного океану).

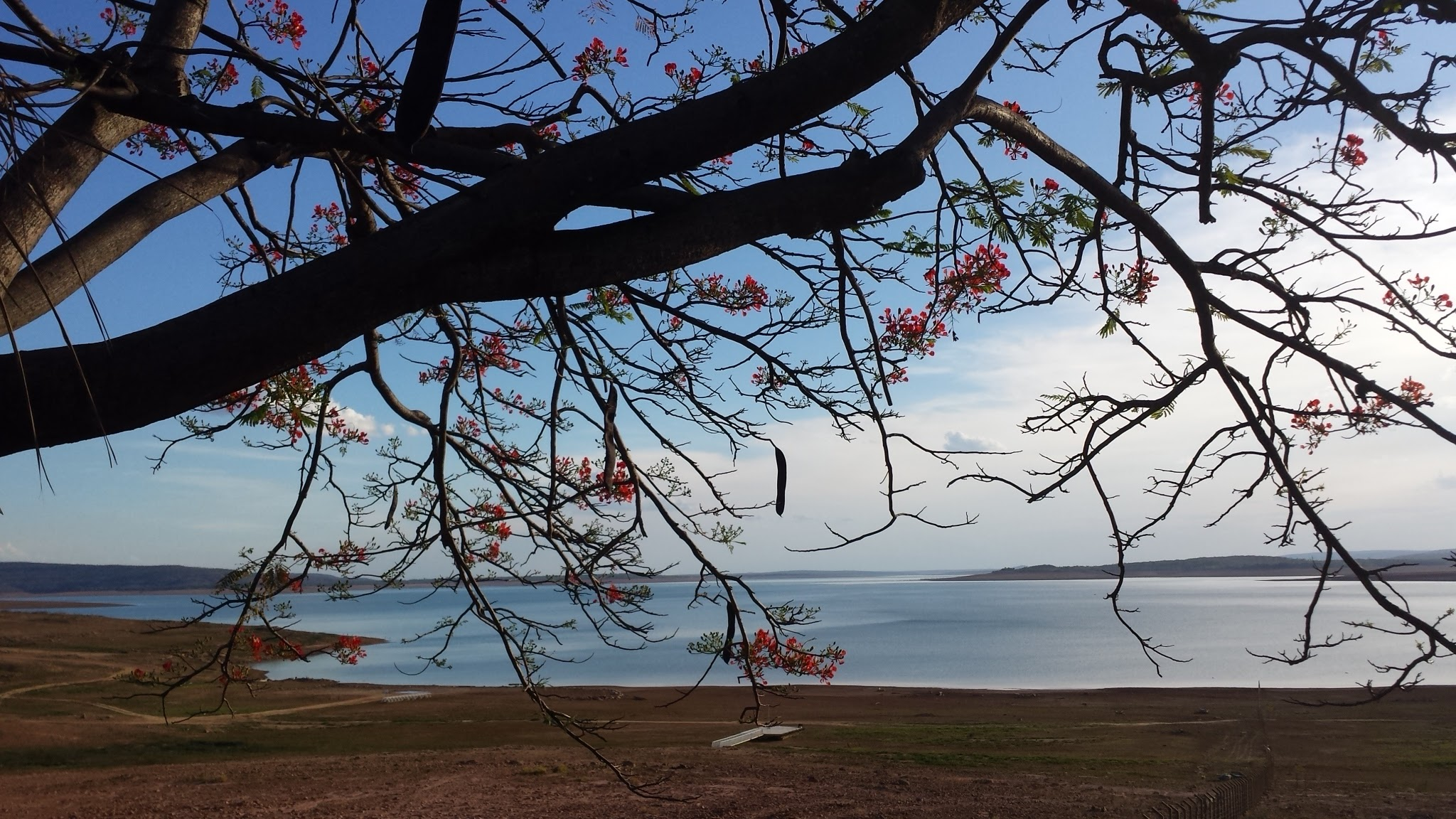
Водосховище Трес-Мар'яс

Річку перекрили земляною греблею висотою 75 метрів та довжиною 2700 метрів. Ця споруда утворює велике водосховище з площею поверхні 1040 км2, котре має об’єм 21 млрд м3 (корисний об'єм 15,3 млрд м3) та припустиме коливання рівня між позначками 549,2 та 575,2 метри НРМ. Разом з водоймою розташованої нижче станції Собрадіньо воно здійснює внутрішньорічне регулювання потоку, необхідне для роботи розташованих далі по течії найпотужніших ГЕС каскаду.
Пригреблевий машинний зал обладнано шістьма турбінами типу Каплан потужністю по 66 МВт, які працюють при напорі у 50 метрів.